# 奇雲·戴維斯
奇雲·施里·戴維斯（英語：Kevin Cyril Davies，1977年3月26日—）是一名英格蘭足球運動員，擔任前鋒。

## 生平

### 球會
戴維斯在學時已為錫菲聯參賽，但於15歲時遭棄用。於參加試訓後獲車士打菲特取錄，1994/95年球季車士打菲特透過附加賽升班乙組〈第三級〉；在1996/97年球季協助球隊晉級英格蘭足總盃半準決賽，因而獲得大球會的注目。
1997年5月戴維斯以75萬英鎊轉投英超球會修咸頓。僅一季後布力般流浪以10倍價錢的750萬英鎊羅致戴維斯，但演出使人失望，布力般流浪於季後更降班到甲組〈第二級〉。修咸頓隨即以交換球員方式將戴維斯帶回小谷球場。
2003年被修咸頓放棄的戴維斯加盟由艾拿戴斯帶領的保頓，他重拾勇態，為球隊在全部聯賽上陣，射入10球，包括英格蘭聯賽盃決賽1-2負於米杜士堡的「破蛋」安慰球；同時亦表現其體力化兼勇猛的風格，整季領取11面的黃牌比入球數目還要多。其後三季戴維斯成為英超犯規最多的球員，直到2010年10月，戴維斯在英超累計領得91面黃牌，僅比首位的李·保耶少5面，但其792次犯規卻遠遠拋離其他對手。2011年9月10日對曼聯，戴維斯取得個人第100面英超黃牌。
2013年3月27日，英冠球會證實於6月底約滿已效力十年之球會隊長戴維斯不獲續約，約滿後可自由轉會。
2013年7月10日，戴維斯加盟英甲球會普雷斯頓，合約為期兩年。

### 國家隊
當戴維斯在效力修咸頓時入選英格蘭U21，於1997年11月13日首次披甲出戰希臘；在2000年僅第三次上陣對南斯拉夫後再沒有代表國家隊出戰。
2010年10月4日英格蘭領隊卡比路因前鋒傷兵壘壘，出人意表地徵召年已33歲的戴維斯入伍，備戰主場對黑山的2012年欧洲足球锦标赛外围赛。10月12日戴維斯獲派後補上陣，得到溫布萊球場的觀眾熱烈歡迎，但英格蘭最終被黑山悶和0-0。

## 榮譽
車士打菲特
- 丙組〈第四級〉聯賽附加賽冠軍：1995年；

修咸頓
- 英格蘭足總盃亞軍：2003年（決賽沒有列陣，僅由球會頒贈）；

保頓
- 英格蘭聯賽盃亞軍：2004年；
- 巴克莱英超亚洲杯冠軍：2005年；
- 和平盃亞軍：2007年；
- 年度最佳球員：2004年、2008年、2009年；

## 外部連結
- 足球数据库：奇雲·戴維斯的球员统计数据
- Photos and stats（页面存档备份，存于） at sporting heroes.net
- An old-fashioned centre-forward（页面存档备份，存于）

| 體育角色         | 體育角色           | 體育角色         |
| ---------------- | ------------------ | ---------------- |
| 前任： 奇雲·路蘭 | 保頓隊長 2009–2013 | 繼任： 扎特·奈特 |